# Mezzoramia
Mezzoramia est une formation d'albédo sombre à la surface du satellite Titan de la planète Saturne.

## Caractéristiques
Mezzoramia est centrée sur 70° de latitude sud et 0° de longitude ouest.

## Observation
Mezzoramia a été découverte par les images transmises par la sonde Cassini.
Elle a reçu le nom d'une oasis paradisiaque dans le désert africain, d'après une légende italienne.